# Перевоз (Тамбовская область)
Перевоз — село в Ржаксинском районе Тамбовской области России. Входит в Большержаксинский сельсовет.

## География
Расположено в 3 км к востоку от села Большая Ржакса, в 17 км к востоку от райцентра, пгт Ржакса, и в 89 км к юго-востоку от Тамбова.

## Население
| 2002 | 2010 |
| ---- | ---- |
| 339  | ↘267 |

Согласно результатам переписи 2002 года, в национальной структуре населения русские составляли 98 % от жителей.

## История
Согласно справочнику Тамбовской епархии 1911 года в селе было 239 дворов, проживало 1680 жителей. 
877. Перевоз. Церковь деревянная, холодная, построена в 1744 году на средства прихожан. Престол - в честь Архистратига Михаила (8 ноября). В приходе есть на православном кладбище могила почитаемой хлыстами ложной богородицы Анисии Ивановой Хованской, на поклонение которой стекаются хлысты из дальних мест.
Дворов 239, д. м. п. 814, ж. п. 864, великороссы, земледельцы, имеют земли три десятины на душу. В приходе есть хлысты, 29 дв, душ обоего пола 123.
В приходе дер. Анновка (Чарыковка), 7 дв., д. м. п. 17, ж.п. 19, в 7 вер. от церкви. Река Ворона  лес.
Школа церковно-приходская, одноклассная. Есть церковно-приходское попечительства. Имеется опись церковного имущества. Метрические книги с 1980 года. Библиотека церковная в 100 томов.
Штат: священник, диакон и псаломщик. У причта земли усадебной около 2 дес., неудобная, в двух местах, полевой 38 дес., из которых 4 дес. неудобной, в 4-х участках, в 7-ми вер., от церкви. Земля дает годового дохода 300 реб. Братский годовой доход до 400 руб., кроме того причт получает ежегодное пособие от казны в размере 725 рублей. Почтовый капитал 800 руб. Церковный капитал 700 руб.
Приход от ст. "Ржакса" и почтового отделения в 15 вер., больницы в 12 вер., фельдшерского пункта в 5 вер., бараза в 15 вер., Ржаксинского волостного правления в 5 вер., благочинного в 25 вер., г. Кирсанова в 80 вер. и г. Тамбова в 100 вер., ближайшая церковь с. Алаторки. Адрес: для корреспонденции - г. Кирсанов, Ржаксинское волостное правление, с. Перевоз, а для телеграмм - ст. "Ржакса" с. Перевоз. Земский начальник 2 уч., пристав 2-го стана Кирсановского уезда